# W-VHS

Il W-VHS (Wide-VHS) è un formato di videocassette con registrazione analogica HDTV creato da JVC. Il formato è stato originariamente introdotto nel 1994 per l'uso con il giapponese Hi-Vision, un primo sistema televisivo analogico ad alta definizione. In Giappone, la lettera "W" è spesso usata come abbreviazione della parola inglese "double". 
Il supporto di registrazione di W-VHS è un nastro MP a doppio rivestimento da ½ pollice conservato in una cartuccia delle stesse dimensioni di una VHS. Il nastro può essere utilizzato per memorizzare 1035i (HD) o 480i (SD) e un doppio canale di 480i (per la memorizzazione di programmi 3D) (SD2) segnali analogici (ma non 480p, 720p o 1080i). Il segnale video viene registrato con un metodo chiamato "integrazione di compressione temporale" che "registra separatamente component video, luminanza e colore, i segnali sono sfalsati nel tempo in parti alternate della traccia video. Poiché i segnali video vengono registrati in forma di componente anziché con il colore utilizzato dal metodo utilizzato da S-VHS, la qualità dell'immagine a definizione standard per W-VHS è in genere molto più elevata, a causa della mancanza di rumore causata da un sottoportante Chroma. L'audio viene archiviato nei formati audio digitale VHS Hi-Fi o S-VHS. 
I videoregistratori W-VHS possono registrare un segnale video standard o ad alta definizione tramite un'interfaccia componente Y / Pb / Pr analogica. Esistono pochissimi dispositivi con questa funzionalità, probabilmente a causa delle restrizioni sul copyright dei contenuti. W-VHS è stato utilizzato anche per l'imaging medico, l'anteprima professionale e la trasmissione. 
È molto difficile trovare videoregistratori o nastri W-VHS. A causa di questa scarsità, gli utenti si sono rivolti al Digital-S (D-9) un nastro simile che utilizza lo stesso tipo di rivestimento di particelle metalliche. Sebbene i nastri D-9 non siano ancora così facili da trovare, in alcune regioni sono più disponibili dei nastri W-VHS. JVC Professional ne consiglia persino l'uso per W-VHS. Il tempo di esecuzione tra W-VHS e Digital-S non è lo stesso; un nastro Digital-S con una durata di 64 minuti è di circa 105 minuti se utilizzato con W-VHS. 